# Música de São Tomé i Príncipe

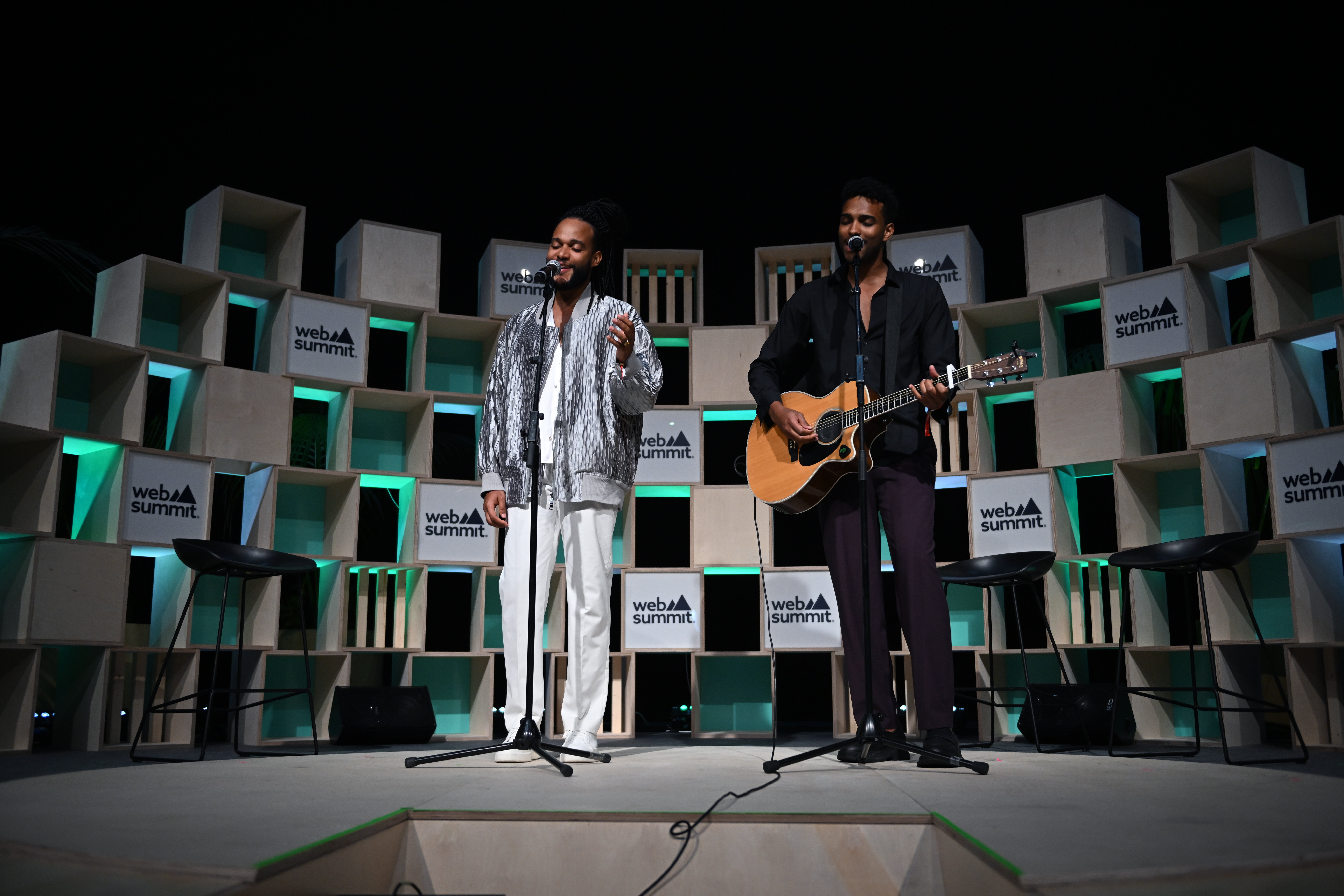
Músics de São Tomé.

Aquest és un articles sobres la música de São Tomé i Príncipe. São Tomé i Príncipe és un arxipèlag de la costa d'Àfrica. Culturalment, els seus habitants són africans però han estat molt influenciats pels governants portuguesos de les illes.
Els santomencs són coneguts per ritmes ússua i socopé, mentre que Príncipe és la llar del dêxa beat. El ball portuguès de saló pot haver tingut un paper integral en el desenvolupament d'aquests ritmes i les seves danses associades.
El Tchiloli és un espectacle de dansa musical que explica una història dramàtica. El danço-congo és, igualment, una combinació de música, dansa i teatre.

## Música popular
Els padrins de la música popular de São Tomé van ser la banda Leoninos, fundada el 1959 per Quintero Aguiar. El grup era conegut com a portaveu de la població de São Tomé i Príncipe, i va ser campió de la seva cultura. Els Leoninos van ser prohibits a les emissores de ràdio portuguesa després d'haver tret la cançó "Ngandu", que criticava als colonialistes portuguesos.
Els Leoninos es van separar el 1965, però van ser seguits per Os Unntués, dirigits per Leonel Aguiar, que va afegir influències musicals estatunidenques, argentines, congoleses i cubanes i va introduir la guitarra elèctrica i altres innovacions.. La música popular de les illes va començar a diversificar-se, com a bandes com Quibanzas i Africa Negra. Entre aquests grups es trobava Mindelo, que va fusionar els ritmes de São Tomé amb rebita, un estil angolès, per formar el puxa.
A la darrera part del segle xx, compositors com Zarco i Manjelegua van trobar un públic domèstic, i músics santomencs-portuguesos com Camilo Domingos, Juka, Filipe Santo, Açoreano i Gapa van establir un escenari amb base a Lisboa.

### Kizomba
La música popular angolesa s'anomena Kizomba i va néixer de la música souk. El kizomba és el suport a una gran quantitat d'artistes que canten tant en anglès com en portuguès.